# Силікоцирконій
Силікоцирконій, феросилікоцирконій — феросплав, що містить 35—50 % цирконію, 2—9 % алюмінію, 30—45 % кремнію (решта Fe і домішки). Виплавляється в дуговій печі сталеплавильного типу силікотермічним або алюмінотермічним процесом з цирконового концентрату. Силікоцирконій, отриманий алюмінотермічним способом, містить більше Zr.
Застосовується при виплавці низьколегованих сталей.